# John Schwartzman
John Marc Schwartzman (* 18. Oktober 1960 in Los Angeles, Kalifornien) ist ein US-amerikanischer Kameramann.

## Leben und Wirken
John Schwartzman ist der Sohn des Rechtsanwalts Jack Schwartzman (1932–1994) aus dessen erster Ehe mit Judith Feldman. Sein Vater heiratete später Francis Ford Coppolas Schwester Talia Shire; aus dieser zweiten Ehe stammen John Schwartzmans Halbbrüder Jason Schwartzman und Robert Schwartzman, die beide Musiker und Schauspieler sind.
Schwartzman studierte an der University of Southern California, wo er sich auf die Kameraarbeit spezialisierte. Nach einigen Studentenfilmen Anfang der 1980er drehte er ab 1988 mit seinem Jugendfreund Michael Bay zunächst zahlreiche Werbefilme und Musikvideos. Ab 1995 stand er auch bei mehreren Spielfilmen Bays hinter der Kamera.

## Filmografie (Auswahl)
- 1990: Red Surf
- 1993: Benny & Joon
- 1994: Airheads
- 1996: The Rock – Fels der Entscheidung (The Rock)
- 1996: Mr. Wrong – Der Traummann wird zum Alptraum (Mr. Wrong)
- 1997: Fletcher’s Visionen (Conspiracy Theory)
- 1998: Armageddon – Das jüngste Gericht (Armageddon)
- 1999: EDtv (Edtv)
- 2001: Pearl Harbor
- 2002: Die Entscheidung – Eine wahre Geschichte (The Rookie)
- 2003: Seabiscuit – Mit dem Willen zum Erfolg (Seabiscuit)
- 2004: Meine Frau, ihre Schwiegereltern und ich (Meet the Fockers)
- 2007: Das Beste kommt zum Schluss (The Bucket List)
- 2009: Nachts im Museum 2 (Night at the Museum: Battle of the Smithsonian)
- 2011: The Green Hornet
- 2012: The Amazing Spider-Man
- 2013: Saving Mr. Banks
- 2014: Dracula Untold
- 2015: Jurassic World
- 2016: The Founder
- 2017: Fifty Shades of Grey – Gefährliche Liebe (Fifty Shades Darker)
- 2017: The Book of Henry
- 2018: Fifty Shades of Grey – Befreite Lust (Fifty Shades Freed)
- 2018: Threesome – Die Suche nach dem Sex des Lebens (The Unicorn)
- 2018: Nur ein kleiner Gefallen (A Simple Favor)
- 2019: The Highwaymen
- 2019: Last Christmas
- 2021: The Little Things
- 2022: Jurassic World: Ein neues Zeitalter (Jurassic World Dominion)
- 2022: Mr. Harrigan’s Phone
- 2022: The School for Good and Evil
- 2024: Atlas
- 2024: Ein Jackpot zum Sterben! (Jackpot!)
- 2025: Nur noch ein kleiner Gefallen (Another Simple Favor)

## Auszeichnungen (Auswahl)
- 2004 wurde er für seine Arbeit an Seabiscuit für den Oscar nominiert.
- Für denselben Film wurde er 2004 mit dem ASC Award von der American Society of Cinematographers ausgezeichnet.